# گوروکته
گوروکته (به لاتین: Gurukete) یک منطقهٔ مسکونی در سری‌لانکا است که در استان مرکزی (سری‌لانکا) واقع شده‌است.